# مقاطعة واشنطن (أوريغون)
مقاطعة واشنطن (بالإنجليزية: Washington County)‏ هي إحدى مقاطعات ولاية أوريغون في الولايات المتحدة الأمريكية.

## توأمة
لمقاطعة واشنطن (أوريغون) اتفاقيات توأمة مع:
- ييتشانغ